# Sauroniops pachytholus
Sauroniops pachytholus es la única especie conocida del género extinto Sauroniops (Ojo de Sauron) de dinosaurio terópodo carcarodontosáurido, que vivió a mediados del período Cretácico, hace aproximadamente entre 113 y 97 millones de años, en el Cenomaniense, en lo que hoy es África. Sus restos fósiles se han encontrado, al parecer, en la formación Kem Kem, Marruecos; el holotipo, MPM 2594, es un hueso frontal izquierdo casi completo. Se trata de un gran carcarodontosáurido próximo a Eocarcharia.
A principios del siglo XX, un coleccionista donó el cráneo del dinosaurio al Museo italiano Paleontologico di Montevarchi. Había adquirido el espécimen de un comerciante marroquí de fósiles, quien había comprado la pieza a un cazador de fósiles local cerca de Taouz. Se desconoce su procedencia real. Investigaciones posteriores mostraron que se trataba de una nueva especie, que se comunicó en 2012 y descrita por Andrea Cau, Marco Dalla Vecchia y Matteo Fabbri.

Reconstrucción del cráneo. El fósil holotipo en color.

El mismo año, en el 2012, fue nombrado formalmente con la subsecuente publicación como la especie tipo Sauroniops pachytholus. Se intentó que el nombre genérico significara "Ojo de Sauron", antagonista central en la trilogía de El Señor de los Anillos de J. R. R. Tolkien, combinando su nombre con la palabra "ojo" (ὄψ, ops) en griego clásico. Como en las novelas, la presencia corpórea de Sauron está limitada a solo un ojo, ya que Sauroniops es conocido por un único hueso sobre la cuenca ocular. El nombre específico se deriva del griego  παχύς, pachys, "grueso, y θόλος, tholos, "Edificio circular con techo cónico", en referencia a la gruesa superficie abovedada del cráneo.
Sauroniops era un gran depredador bípedo. Los descriptores establecieron varios rasgos únicos, diferenciándolo de especies relacionadas como el Carcharodontosaurus, que se encuentra en las mismas capas. El hueso nasal tiene un área de contacto con el hueso frontal que cubre el 40% de la longitud de este último. El frontal tiene en la esquina anterior izquierda una gruesa zona abovedada. En el borde anterior superior, el frontal tiene una faceta trapezoide para contactar con el prefrontal, que no es parte del borde superior de la cavidad ocular, y que está separada de la faceta para el hueso lagrimal por una delgada cresta vertical. La zona de contacto con el lagrimal tiene forma de "D", es muy grande y tiene 4 veces la altura de la faceta con el hueso postorbital.
El frontal tiene una longitud preservada de 186 mm. Cerca del contacto con el lagrimal, el hueso lleva a una altura de 63 mm; hay presente una segunda área gruesa en la parte posterior, separada de la primera por una superficie hueca. Tal engrosamiento de la zona superior del cráneo es más típico de los Abelisauridae en los que, sin embargo, es el hueso postorbital el que muestra este fenómeno. Los autores explican que el engrosamiento es una adaptación para la exhibición o para fortalecer el cráneo para los cabezazos en luchas intraespecíficas

Originalmente, se interpretó que su holotipo pertenecía a un miembro derivado de Carcharodontosauridae. Un análisis cladístico más extenso mostró una posición basal en el mismo grupo como una especie hermana de Eocarcharia. Entonces, las similitudes con los abelisáuridos serían convergencias. Un estudio posterior en 2020 sugirió que Sauroniops era un sinónimo más moderno de Carcharodontosaurus saharicus, aunque esta afirmación ha sido criticada por Cau.